# Rhabdiopteryx acuminata
Rhabdiopteryx acuminata is een steenvlieg uit de familie vroege steenvliegen (Taeniopterygidae). De wetenschappelijke naam van de soort is voor het eerst geldig gepubliceerd in 1905 door Klapálek.